# 69259 Savostyanov
69259 Savostyanov è un asteroide della fascia principale. Scoperto nel 1982, presenta un'orbita caratterizzata da un semiasse maggiore pari a 2,5695543 UA e da un'eccentricità di 0,2916597, inclinata di 3,97970° rispetto all'eclittica.